# Driftwood (Pennsylvanie)
Pour les articles homonymes, voir Driftwood (homonymie).
Driftwood est un borough situé au sud de la partie centrale du comté de Cameron, en Pennsylvanie, aux États-Unis,. En 2010, il comptait une population de 67 habitants. Il est incorporé le 17 janvier 1872.

## Démographie
Lors du recensement de 2010, le borough comptait une population de 67 habitants. Elle est estimée, en 2018, à 59 habitants.

### Source de la traduction
- (en) Cet article est partiellement ou en totalité issu de l’article de Wikipédia en anglais intitulé « Driftwood, Pennsylvania » (voir la liste des auteurs).